# Aftonflyn
Aftonflyn (Acronicta) är ett släkte i familjen nattflyn, omfattande omkring 150 arter, varav 12 förekommer i Sverige.
Aftonflyn har gråmelerade framvingar och jämngrå bakvingar och en vingbredd på mellan 28 och 46 millimeter. Dess larver lever huvudsakligen på lövträd och buskar.

## I Sverige förekommande taxa avAcronicta[1]
- Alaftonfly Acronicta alni
- Spjutaftonfly Acronicta cuspis
- Treuddsaftonfly Acronicta tridens VU[2]
- Psiaftonfly Acronicta psi
- Lönnaftonfly Acronicta aceris
- Vitt aftonfly Acronicta leporina
- Storhövdat aftonfly Acronicta megacephala
- Streckaftonfly Acronicta strigosa
- Myraftonfly Acronicta menyanthidis
- Grått aftonfly Acronicta auricoma
- Blågrått aftonfly Acronicta cinerea
- Syraftonfly Acronicta rumicis

## Dottertaxa tillAcronicta, i alfabetisk ordning[3][1]
- Acronicta abscondita
- Acronicta acerbata
- Acronicta acericola
- Acronicta aceris
- Acronicta acla
- Acronicta adaucta
- Acronicta aethiopica
- Acronicta afflicta
- Acronicta agnata
- Acronicta alba
- Acronicta albarufa
- Acronicta albidior
- Acronicta albina
- Acronicta albiorbis
- Acronicta albistigma
- Acronicta albomarginata
- Acronicta alni
- Acronicta alnoides
- Acronicta alpina
- Acronicta altaica
- Acronicta americana
- Acronicta amicora
- Acronicta anaedina
- Acronicta anaedinella
- Acronicta anceps
- Acronicta andalusica
- Acronicta angustimacula
- Acronicta ankarensis
- Acronicta anthracina
- Acronicta apennina
- Acronicta ardjuna
- Acronicta arduenna
- Acronicta asiatica
- Acronicta asignata
- Acronicta atrior
- Acronicta atristrigata
- Acronicta aurantior
- Acronicta auricoma
- Acronicta barnesii
- Acronicta basistriata
- Acronicta batnana
- Acronicta beameri
- Acronicta belgica
- Acronicta bellula
- Acronicta benesignata
- Acronicta bercei
- Acronicta betulae
- Acronicta bicolor
- Acronicta bidens
- Acronicta bimacula
- Acronicta bivirgae
- Acronicta bradyporina
- Acronicta brumosa
- Acronicta brunnea
- Acronicta brunnior
- Acronicta bryophiloides
- Acronicta burmanensis
- Acronicta caerulescens
- Acronicta caesarea
- Acronicta calceata
- Acronicta caliginosa
- Acronicta canadensis
- Acronicta candelisequa
- Acronicta carbonaria
- Acronicta carola
- Acronicta casparii
- Acronicta cassinoi
- Acronicta catocaloida
- Acronicta cavillatrix
- Acronicta centralis
- Acronicta centrifasciata
- Acronicta centriferruginea
- Acronicta cerasi
- Acronicta chingana
- Acronicta chionochroa
- Acronicta cinarescens
- Acronicta cinderella
- Acronicta cineracea
- Acronicta cinerea
- Acronicta clarescens
- Acronicta clarivittata
- Acronicta clausa
- Acronicta columboides
- Acronicta concerpta
- Acronicta confluens
- Acronicta connecta
- Acronicta consanguis
- Acronicta continua
- Acronicta crassistriga
- Acronicta crenulata
- Acronicta cretata
- Acronicta cretatoides
- Acronicta cubitata
- Acronicta cuspis
- Acronicta cyanescens
- Acronicta cyparissae
- Acronicta dactylina
- Acronicta debilis
- Acronicta decyanea
- Acronicta defigurata
- Acronicta degener
- Acronicta denticulata
- Acronicta denvera
- Acronicta destrigata
- Acronicta diffusa
- Acronicta digna
- Acronicta dissecta
- Acronicta distans
- Acronicta distincta
- Acronicta dolens
- Acronicta dolorosa
- Acronicta dungerni
- Acronicta edolata
- Acronicta edolatina
- Acronicta eldora
- Acronicta eleagni
- Acronicta elegans
- Acronicta elineata
- Acronicta elizabetha
- Acronicta elongata
- Acronicta emaculata
- Acronicta eothina
- Acronicta esulae
- Acronicta euphorbiae
- Acronicta euphrasiae
- Acronicta exempta
- Acronicta exilis
- Acronicta expergita
- Acronicta extricata
- Acronicta falcula
- Acronicta farinosa
- Acronicta farona
- Acronicta fasciata
- Acronicta favillacea
- Acronicta felina
- Acronicta fennica
- Acronicta fixseni
- Acronicta flavescens
- Acronicta formosana
- Acronicta formosensis
- Acronicta fragilis
- Acronicta fragiloides
- Acronicta frigida
- Acronicta fumeola
- Acronicta funeralis
- Acronicta funestra
- Acronicta furcifera
- Acronicta fuscalis
- Acronicta fuscomarginata
- Acronicta fuscosuffusa
- Acronicta galvagnii
- Acronicta gasta
- Acronicta gastridia
- Acronicta geminata
- Acronicta glaucoptera
- Acronicta graefii
- Acronicta grisea
- Acronicta griseor
- Acronicta grisescens
- Acronicta grotei
- Acronicta grumi
- Acronicta guyasuta
- Acronicta haesitata
- Acronicta hamamelis
- Acronicta harveyana
- Acronicta hasta
- Acronicta hastulifera
- Acronicta heitzmani
- Acronicta hemileuca
- Acronicta hercules
- Acronicta hesperida
- Acronicta hoenei
- Acronicta iliensis
- Acronicta illita
- Acronicta impleta
- Acronicta impressa
- Acronicta inclara
- Acronicta inconstans
- Acronicta increta
- Acronicta incretata
- Acronicta indica
- Acronicta infuscata
- Acronicta innotata
- Acronicta insita
- Acronicta insitiva
- Acronicta intensiva
- Acronicta intermedia
- Acronicta interrupta
- Acronicta iria
- Acronicta isocuspis
- Acronicta italica
- Acronicta jaeschkei
- Acronicta javanica
- Acronicta jezoensis
- Acronicta johanna
- Acronicta jozana
- Acronicta judaea
- Acronicta juncta
- Acronicta kargalika
- Acronicta korealni
- Acronicta korlana
- Acronicta krautwormi
- Acronicta laetifica
- Acronicta lapathi
- Acronicta lemmeri
- Acronicta lepetita
- Acronicta leporella
- Acronicta leporina
- Acronicta lepusculina
- Acronicta leucocuspis
- Acronicta leucogaea
- Acronicta leucoptera
- Acronicta lilacina
- Acronicta lithospila
- Acronicta liturata
- Acronicta lobeliae
- Acronicta longa
- Acronicta longatella
- Acronicta lutea
- Acronicta luteicoma
- Acronicta luteola
- Acronicta major
- Acronicta manitoba
- Acronicta mansueta
- Acronicta marginata
- Acronicta marmorata
- Acronicta maxima
- Acronicta megacephala
- Acronicta melaina
- Acronicta melaleuca
- Acronicta melanocephala
- Acronicta melanotica
- Acronicta menyanthidis
- Acronicta meridionalis
- Acronicta metaxantha
- Acronicta metaxanthella
- Acronicta metaxanthodes
- Acronicta metra
- Acronicta michael
- Acronicta minella
- Acronicta minor
- Acronicta modica
- Acronicta moesta
- Acronicta montivaga
- Acronicta morula
- Acronicta musella
- Acronicta myricae
- Acronicta nervosa
- Acronicta nigerrima
- Acronicta nigra
- Acronicta nigralbata
- Acronicta nigrescens
- Acronicta nigricans
- Acronicta nigrivitta
- Acronicta nigromaculata
- Acronicta niveosparsa
- Acronicta nobilis
- Acronicta noctivaga
- Acronicta novella
- Acronicta nubilata
- Acronicta obscura
- Acronicta obscurior
- Acronicta obsoleta
- Acronicta obsuta
- Acronicta occidentalis
- Acronicta ochrea
- Acronicta omihsiensis
- Acronicta omorii
- Acronicta oriens
- Acronicta orientalis
- Acronicta othello
- Acronicta ottomana
- Acronicta ovata
- Acronicta pachycephala
- Acronicta pacifica
- Acronicta pallida
- Acronicta pallidicoma
- Acronicta paradoxa
- Acronicta parallela
- Acronicta parisiensis
- Acronicta pasiphae
- Acronicta paupercula
- Acronicta pepli
- Acronicta percolens
- Acronicta perdita
- Acronicta perisi
- Acronicta persica
- Acronicta persuasa
- Acronicta pfizenmayeri
- Acronicta phaedra
- Acronicta phaedriola
- Acronicta phaeocosma
- Acronicta polonica
- Acronicta populi
- Acronicta postgrisea
- Acronicta postmarginata
- Acronicta protensa
- Acronicta prufferi
- Acronicta pruinosa
- Acronicta prunata
- Acronicta pruni
- Acronicta psi
- Acronicta psideleta
- Acronicta pudorata
- Acronicta pulla
- Acronicta pulverosa
- Acronicta pyhaevaarae
- Acronicta quadrata
- Acronicta quinquedentata
- Acronicta radcliffei
- Acronicta radiata
- Acronicta radoti
- Acronicta raphael
- Acronicta rapidan
- Acronicta regifica
- Acronicta renirufa
- Acronicta retardata
- Acronicta revellata
- Acronicta rita
- Acronicta rosca
- Acronicta rosea
- Acronicta rubiginosa
- Acronicta rubricoma
- Acronicta rumicina
- Acronicta rumicis
- Acronicta saadi
- Acronicta sachalinensis
- Acronicta sagittata
- Acronicta salicis
- Acronicta sancta
- Acronicta sapporensis
- Acronicta sartorii
- Acronicta schlumbergeri
- Acronicta schmalzriedi
- Acronicta schwingenschussi
- Acronicta scintillans
- Acronicta scotica
- Acronicta semiconfluens
- Acronicta semivirga
- Acronicta set
- Acronicta similana
- Acronicta similis
- Acronicta smithii
- Acronicta snowi
- Acronicta solimana
- Acronicta soltowensis
- Acronicta soluta
- Acronicta spectans
- Acronicta sperata
- Acronicta speratina
- Acronicta spinigera
- Acronicta steinerti
- Acronicta striata
- Acronicta strigosa
- Acronicta strigulata
- Acronicta subochrea
- Acronicta subornata
- Acronicta subpurpurea
- Acronicta succedens
- Acronicta suffusa
- Acronicta suhriana
- Acronicta suigensis
- Acronicta superans
- Acronicta superba
- Acronicta taeniata
- Acronicta tartarea
- Acronicta taurica
- Acronicta tegminalis
- Acronicta tehrana
- Acronicta telum
- Acronicta terrigena
- Acronicta theodora
- Acronicta thoracica
- Acronicta tiena
- Acronicta tonitra
- Acronicta tota
- Acronicta transvalica
- Acronicta transversata
- Acronicta travancorica
- Acronicta tridens
- Acronicta tristis
- Acronicta tritona
- Acronicta turanica
- Acronicta turpis
- Acronicta ulmi
- Acronicta uniformis
- Acronicta walkeri
- Acronicta valliscola
- Acronicta vancouverensis
- Acronicta wanda
- Acronicta variegata
- Acronicta warpachowskyi
- Acronicta velia
- Acronicta vernalis
- Acronicta vinnula
- Acronicta virga
- Acronicta virgata
- Acronicta virrillii
- Acronicta vulpina
- Acronicta xanthomista
- Acronicta xyliniformis
- Acronicta xylinoides
- Acronicta yangtseana
- Acronicta ybasis
- Acronicta zielaskowskii

## Bildgalleri

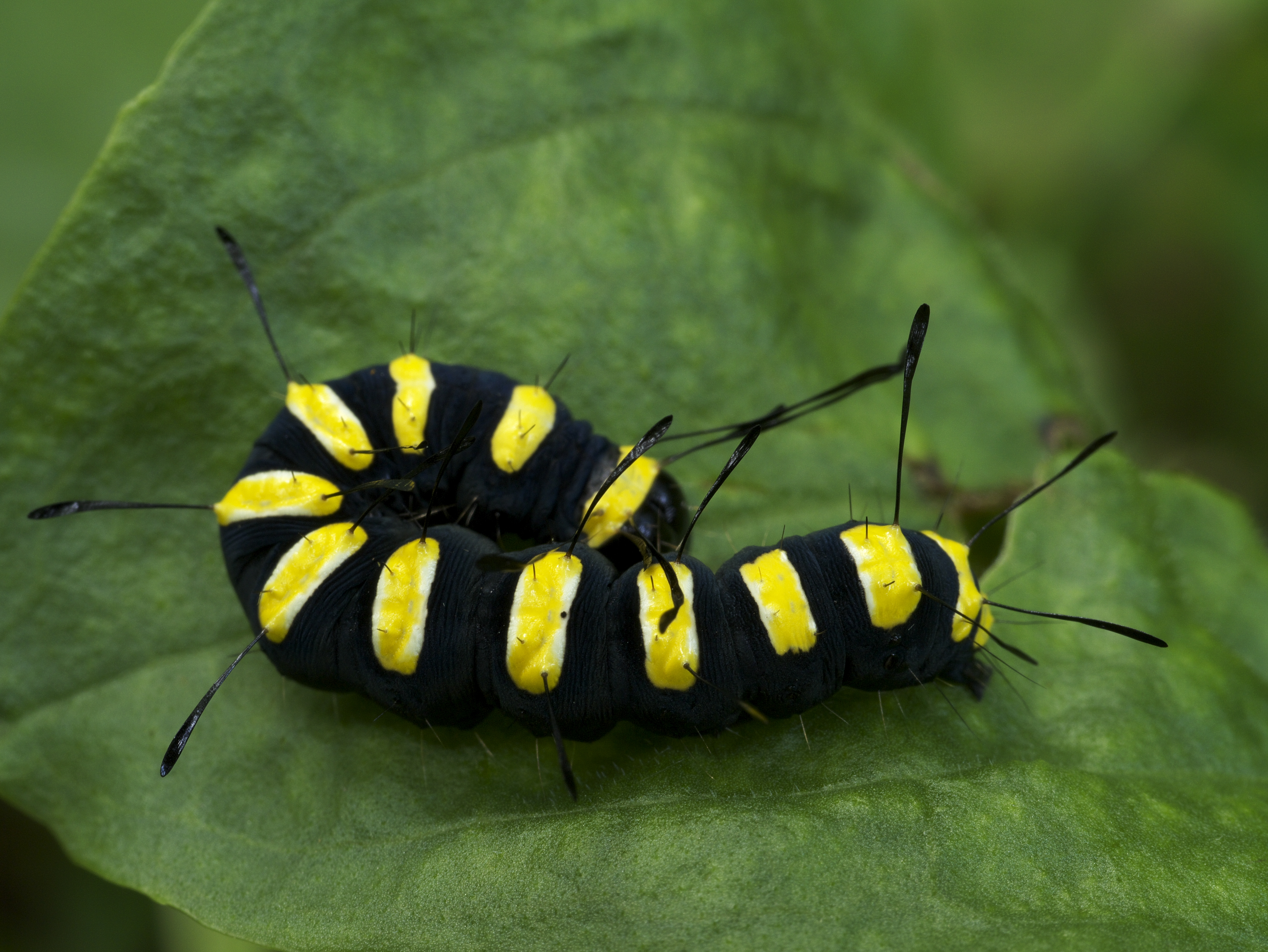
Larv av alaftonfly (Acronicta alni)
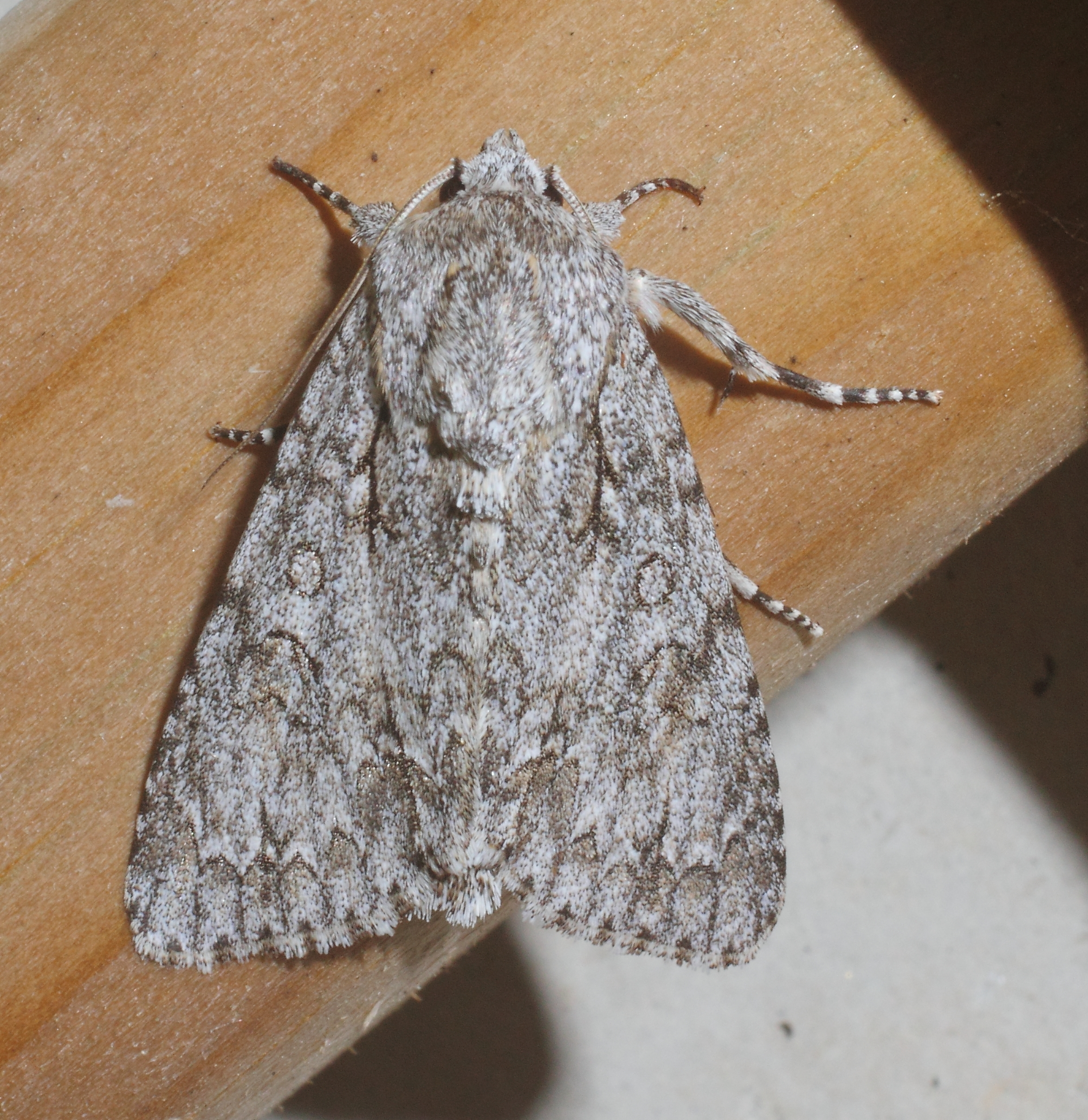
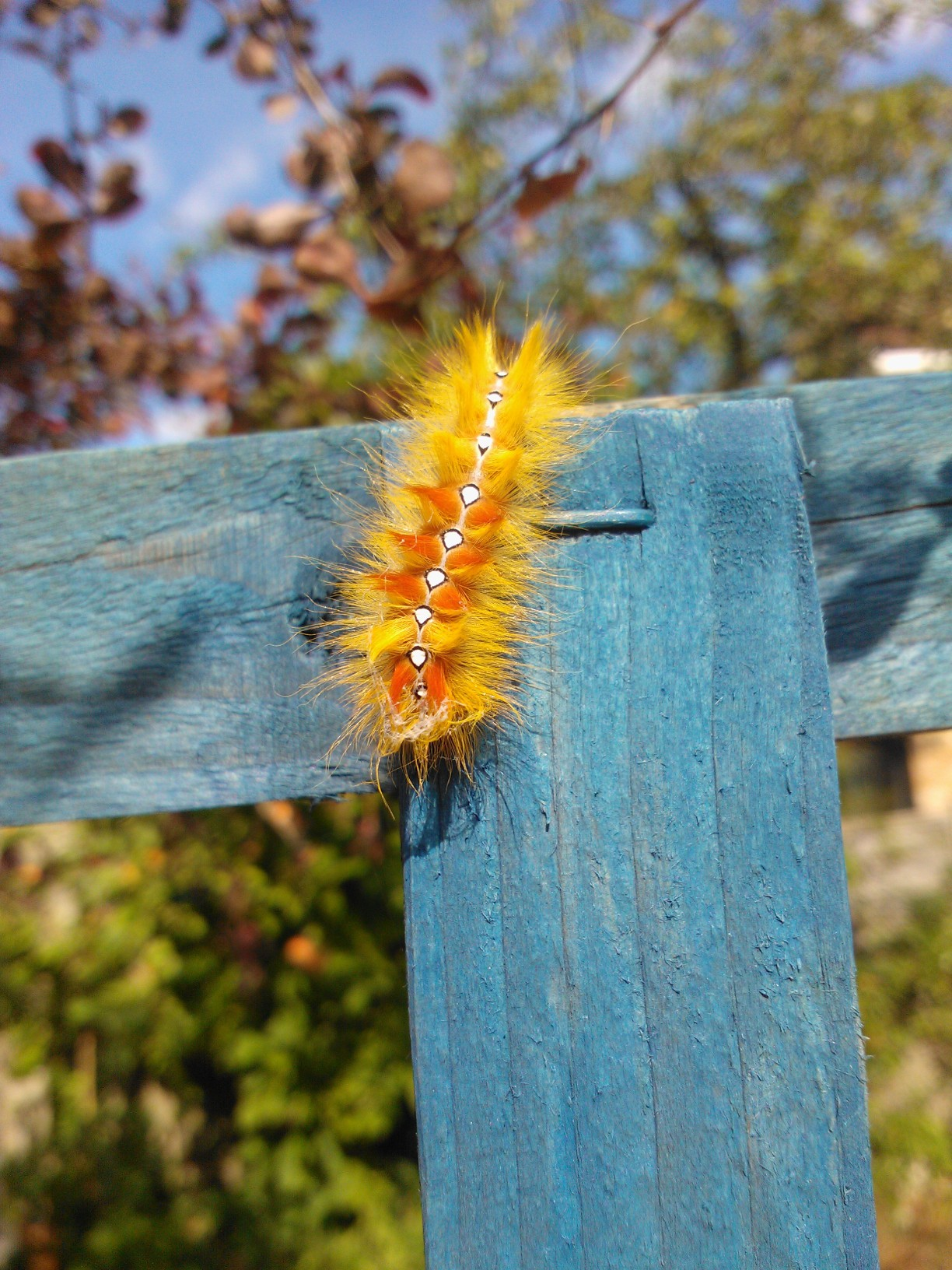
Larv av lönnaftonfly (Acronicta aceris)